# 蘭尼恩峰
蘭尼恩峰（英語：Lanyon Peak），是南極洲的山峰，位於維多利亞地，處於維多利亞上冰川以東5公里，屬於聖約翰斯山脈的一部分，由美國南極名稱諮詢委員命名，現時由南極條約體系管理。